# Emma Moffatt
Emma Moffatt född 7 september 1984 i Moree i New South Wales, Australien  är en australisk triatlet. Hon vann en bronsmedalj i OS i Peking 2008 och guld i VM 2009. År 2010 blev hon tvåa i sprint-VM efter svenska Lisa Nordén. Vid olympiska sommarspelen 2016 kom hon på en sjätte plats.